# Hamed Namouchi
Hamed Namouchi (Cannes, 14 febbraio 1984) è un ex calciatore tunisino, centrocampista.

## Palmarès

### Club

#### Competizioni nazionali
- Campionato scozzese: 1

Rangers: 2004-2005
- Coppa di Lega scozzese: 1

Rangers: 2004-2005